# 耶赫-丘嫩树
耶赫-丘嫩樹（英語：Jech–Kunen tree）指的是集合論中帶有與廣義連續統假設不相容的性質的樹。這種樹以曾研究此種樹存在可能性及其後果的托马什·耶赫和肯尼思·丘嫩的名字命名。

## 定義
{\displaystyle \omega _{1}}樹指的是一顆勢為{\displaystyle \aleph _{1}}、高度為{\displaystyle \omega _{1}}的樹，其中{\displaystyle \omega _{1}}是首個不可數序數，而{\displaystyle \aleph _{1}}則是與其關聯的基數。耶赫-丘嫩樹指的是一顆分支數大於{\displaystyle \aleph _{1}}但小於{\displaystyle 2^{\aleph _{1}}}的{\displaystyle \omega _{1}}樹。

## 存在性
托马什·耶赫在1971年首先發現有此樹的模型，之後肯尼思·丘嫩於1975年證明，在假定連續統假設及{\displaystyle 2^{\aleph _{1}}>\aleph _{2}}的狀況下，耶赫-丘嫩樹的存在性等價於重量為{\displaystyle \aleph _{1}}的緊緻豪斯多夫空間和大小嚴格介於{\displaystyle \aleph _{1}}與{\displaystyle 2^{\aleph _{1}}}之間的基數的存在性。